# Raiffeisen-Volksbank Isen-Sempt
Die Raiffeisen-Volksbank Isen-Sempt eG war eine Genossenschaftsbank mit neun Standorten in den Landkreisen Erding und Ebersberg. Hauptsitz und östliche Grenze war der namensgebende Markt Isen. Der ebenfalls namensgebende Fluss Sempt bildete die westliche Grenze des Geschäftsgebiets. Die Bank fusionierte rückwirkend zum 1. Januar 2017 mit der VR-Bank Erding.

## Geschichte
Am 6. Januar 1895 wurden die Raiffeisenbank in Forstern und noch im selben Jahr die Raiffeisenbank in Pastetten gegründet. Damals beriefen sich die Gründer auf christlich-soziale Werte und „Hilfe zur Selbsthilfe“. Aus diversen Fusionen – die letzte im Jahr 2003 – entstand über die Jahre die Raiffeisen-Volksbank Isen-Sempt. Am 17. und 18. Mai 2017 beschlossen die Vertreterversammlungen der VR-Bank Erding eG und der Raiffeisen-Volksbank Isen-Sempt eG die Fusion zur neuen VR-Bank Erding eG. Die Fusion wurde Anfang September 2017 technisch vollzogen und gilt rückwirkend zum 1. Januar 2017.

## Geschäftsdaten
An den zuletzt zehn Standorten Anzing, Buch am Buchrain, Forstern, Forstinning, Hohenlinden, Hörlkofen, Isen, Lengdorf, Pastetten und Walpertskirchen erwirtschafteten rund 120 Mitarbeiter eine Bilanzsumme in Höhe von 577 Millionen Euro.

## Organisationsstruktur
Die Organe und Gremien der Raiffeisen-Volksbank Isen-Sempt eG waren der Vorstand, der Aufsichtsrat und die Vertreterversammlung.
Der Vorstand der Raiffeisen-Volksbank Isen-Sempt eG bestand aus zwei Mitgliedern, die vom Aufsichtsrat bestellt wurden.
Der Aufsichtsrat wurde von der Vertreterversammlung gewählt. Die Vertreterversammlung der Mitglieder war das zentrale Willensbildungsorgan der Bank.

## Verbundpartner
Die Raiffeisen-Volksbank Isen-Sempt eG war Teil der Genossenschaftlichen FinanzGruppe Volksbanken Raiffeisenbanken. Zu den Partnern gehörten die Bausparkasse Schwäbisch Hall, die R+V Versicherung, Union Investment, easyCredit, VR Leasing, DZ Bank, WL Bank, DG HYP, DZ Privatbank und Münchner Hyp.